# 3

「三」の筆順

3（三、参、參、弎、さん、み、みっつ、みつ）は、自然数または整数において、2の次で4の前の数である。
英語では、基数詞でthree、序数詞では、3rd, third となる。ラテン語では tres（トレース）。

## 数学での性質
- 3 は2番目の素数である。1つ前は2、次は5。
  - 自然数において3は2番目の奇数である。1つ前は1、次は5。
  - 約数の和は4。
    - 約数の和が平方数になる2番目の数である。1つ前は1、次は22。
    - 約数の和が2の累乗数になる2番目の数である。1つ前は1、次は7。

  - 約数を2個もつ2番目の数である。1つ前は2、次は5。
    - 約数を n 個もつ n 番目の数である。1つ前は1、次は25。(オンライン整数列大辞典の数列 A073916)

  - ガウス素数であり、有理整数でもあるものの中では最小である。
  - アイゼンシュタイン整数環においては、3 = -ω2(1-ω)2 と分解される。
- 3の倍数は、「三つに分けても整数である」性質を持つ。しかし、2の倍数が「偶数」に対して、3の倍数には決まった名称が無い。
- 数字根が3、6、9のいずれかになる唯一の素数である。
- 3 = 22 − 1
  - 2番目のメルセンヌ数である。1つ前は1、次は7。
    - 最小のメルセンヌ素数である。次は7。
- p = 3 のときの 2p − 1 で表せる 7 は2番目のメルセンヌ素数である。
- 最小のスーパー素数である。次は5。
- 4番目のフィボナッチ数である。1つ前は2、次は5。
  - 2番目のフィボナッチ素数である。1つ前は2、次は5。
- 2番目のリュカ数である。1つ前は1、次は4。
  - 最小のリュカ素数である。次は7。
- 3 = 1 + 2
  - 2番目の三角数である。1つ前は1、次は6。
    - 三角数では唯一の素数である。

  - 3 = 0 + 1 + 2
    - 最小の3連続整数和で表せる数である。ただし負の数を含むとき１つ前は0、次は6。

  - 最小の 8n + 3 型の素数であり、この類の素数は x2 + 2y2 と表せるが、3 = 12 + 2 × 12 である。次は 11。
    - 3 = 1 × 2 + 1 より最小のプロス数である。次は5。
      - 最小のプロス素数である。次は5。

  - 3 = 21 + 1
    - 最小のフェルマー素数である。次は5。
      - n がフェルマー素数ならば正n角形をコンパスと定規だけで作図できる。3 はフェルマー素数なので正三角形もコンパスと定規だけで作図できる。n が 2 の累乗数の場合や 2 の累乗数と複数個のフェルマー素数（互いに異なる）の積であっても成り立つ。

  - 3 = 21 × 30 + 1
    - 2番目のピアポント素数である。1つ前は2、次は5。オンライン整数列大辞典の数列 A005109
- 最小の完全トーシェント数である。次は9。
- p, p + 2 が共に素数となる最小の数。双子素数といい 5 との組 (3, 5) が該当する。次は (5, 7)。また (3, 5, 7) は唯一の三つ子素数。
- 2番目のソフィー・ジェルマン素数である。1つ前は2、次は5。
- 1/3 = 0.3333… (下線部は循環節で長さは1)
  - 逆数が循環小数になる数で循環節が1になる最小の数である。次は6。(オンライン整数列大辞典の数列 A070021)
  - 循環節が n になる最小の数である。次の2は11。(オンライン整数列大辞典の数列 A003060)
- 3! − 1 = 5 となり、n! − 1 の形で階乗素数を生む最小の数である。次は4。
- 3! + 1 = 7 となり、n! + 1 の形で階乗素数を生む3番目の数である。1つ前は2、次は11。
  - 現在知られている中で、n! ± 1 の形で共に素数を生む唯一の数である。
- 十進法では、10 - 1 = 9 = 32なので、その各桁の数字和が 3 の倍数であれば、3の倍数になる（数字根、九去法）。
  - 例：195の各位の数字の和は 1 + 9 + 5 = 15で 3 の倍数となるので、195は3で割り切れる。また各桁の数字を入れ替えても各位の数字の和は変わらないので159, 519, 591, 915, 951 も全て3の倍数である。
- 平面図形は、3個の点を以って初めて形成される。3つの頂点と辺を持つ平面図形を三角形という。正三角形においては、重心と頂点を結ぶ3本の線分の間隔（中心角）と、外角の大きさは120°となる。(360 ÷ 3 = 120)
  - 三角法は、直角三角形の各辺と角の大きさの関係を体系化したもので、それから三角関数が派生した。また、主に用いられる三角関数は sin, cos, tan の3種類である。
- 整数の中で最も円周率に近い。

- 3の平方根すなわち √3 = 1.7320508075… の覚え方
  - 「人並みにおごれやおなご（女子）」
- 3 を含むピタゴラス数
  - 32 + 42 = 52
- ピタゴラス数である3数のうち少なくとも1つは3の倍数である。
- 九九では1の段で 1 × 3 = 3（いんさんがさん）、3の段で 3 × 1 = 3（さんいちがさん）と2通りの表し方がある。
- 3 = 1 + 1 + 1
  - 3 = 10 + 11 + 12
    - a = 1 のときの a0 + a1 + a2 の値とみたとき次は7。
    - a0 + a1 + a2 で表せる最小のメルセンヌ素数である。次は7。
    - a0 + a1 + a2 で表せる最小の三角数である。次は21。
    - a0 + a1 + a2 で表せる最小のハーシャッド数である。次は7。

  - 3 = 12 + 12 + 12
    - 3つの平方数の和1通りで表せる最小の数である。次は6。(オンライン整数列大辞典の数列 A025321)

  - 3 = 13 + 13 + 13
    - 3つの正の数の立方数の和1通りで表せる最小の数である。次は10。(オンライン整数列大辞典の数列 A025395)
    - 3つの正の数の立方数の和 n 通りで表せる最小の数である。次の2通りは251。(オンライン整数列大辞典の数列 A025418)
- 各位の和が3になるハーシャッド数は100までに4個、1000までに10個、10000までに20個ある。
  - 各位の和が3になる数は全てハーシャッド数である。このような性質を持つ自然数は、十進法では1, 3, 9のみである。
- 3番目のハーシャッド数である。1つ前は2、次は4。
  - 3を基とする最小のハーシャッド数である。次は12。
  - 各位の和が3になる数で素数になる唯一の数である。
- 各位の平方和が9になる最小の数である。次は30。(オンライン整数列大辞典の数列 A003132)
  - 各位の平方和が n になる最小の数である。1つ前の8は22、次の10は13。(オンライン整数列大辞典の数列 A055016)
- 各位の立方和が27になる最小の数である。次は30。(オンライン整数列大辞典の数列 A055012)
  - 各位の立方和が n になる最小の数である。1つ前の26は11222、次の28は13。(オンライン整数列大辞典の数列 A165370)
- 各位の積が3になる最小の数である。次は13。(オンライン整数列大辞典の数列 A034050)
  - 各位の積が3になる数で素数になる最小の数である。次は13。(オンライン整数列大辞典の数列 A107689)
- 3の累乗数は、十進法や二十進法においては、一の位が 3 → 9 → 7 → 1 → 3 で循環する。
- 3, 4, 5の三連続整数の三辺でできる三角形の面積が整数（6）となる最初の組である。次は13, 14, 15。
- 異なる平方数の和で表せない31個の数の中で2番目の数である。1つ前は2、次は6。
- 約数の和が3になる数は1個ある。(2) 約数の和1個で表せる2番目の数である。1つ前は1、次は4。
  - 約数の和が奇数になる2番目の奇数である。1つ前は1、次は7。
- 3番目の三角数は6で1桁の最大数になる。いいかえると自然数を1から3まで加えていくと1桁最大数になる。次は13。(オンライン整数列大辞典の数列 A095863)
- 2番目の幸運数である。1つ前は1、次は7。
  - 唯一の幸運数かつソフィー・ジェルマン素数である。
  - 3番目の幸運数かつフィボナッチ数の要素である。1つ前は1、次は13。
    - 最小の幸運数かつフィボナッチ素数である。次は13。

  - 2番目の幸運数かつリュカ数である。1つ前は1、次は7。
    - 最小の幸運数かつリュカ素数である。次は7。

  - 最小の幸運数かつスーパー素数である。次は31。
  - 唯一の幸運数かつフェルマー素数である。
- フェルマーの最終定理において、an + bn = cn (3 ≤ n)を満たす自然数はない。
- 以下のような無限多重根号の式で表せる。
{\displaystyle 3={\sqrt {6+{\sqrt {6+{\sqrt {6+{\sqrt {6+\cdots }}}}}}}}} , {\displaystyle 3={\sqrt {12-{\sqrt {12-{\sqrt {12-{\sqrt {12-\cdots }}}}}}}}}
- {\displaystyle 3={\sqrt {1+2{\sqrt {1+3{\sqrt {1+\cdots }}}}}}}
  - 上記の式はシュリニヴァーサ・ラマヌジャンがインド数学会雑誌に投稿した式である[1]。

## その他 3 に関すること
- この世界の空間の次元数は3であると広く信じられている。縦、横、高さの3方向に広がりを持つ空間を3次元空間という。
- 故障や障碍の許されない重要なシステムでは、冗長性を高めるために正・副・予備の三重構成が取られることが多い。

- ヘーゲル哲学の弁証法における統合の過程では、2から3を生み出すと言われている。（原文：The process of synthesis in Hegelian dialectic creates three-ness from two-ness）
- 日本の裁判制度は三審制である。
- 野球では、打者がストライクを3回取られると三振となる。また、攻撃側チームがアウトを3回取られると攻守交代となる。また、守備番号3は一塁手を指す。
- この野球ルールになぞらえたアメリカ合衆国の刑罰制度を「三振法」と呼ぶ。
- 三曲合奏は三味線、箏、胡弓による合奏。明治以降胡弓の代わりに尺八が用いられることが多い。
- プロレスでは両肩をマットに押し付けられて3カウント取られるとフォール敗けである。
- アーサー・C・クラークのSF小説『宇宙のランデブー』には、何もかもが3つで1組になっている異星人の人工天体「ラーマ」が登場する。作品自体も後に続編が2つ書かれて三部作となっている。
- 小中学校では長期休暇の前に「三つの車のお世話にならない」と言う教育指導があることがある[要出典]。三つの車とは一般的にパトカー、救急車、不審な車であり、それぞれ、補導、怪我や病気、犯罪に巻き込まれないことを意味する。
- 日本の中学校の修業年限は3年間である。
- インスタントラーメンの多くは調理時間が3分間である。
- ウルトラマンの地球での活動時間は最大3分間と設定されている。
- 『太陽戦隊サンバルカン』のエンディング曲『若さはプラズマ』は、三つであることを謳った内容である。
- 日本では古来「三」の字は「御」の字の代わりとして使われてきた。
- 「3」の書体は、ひらがなの「ろ」のような形をした書体が使われることもある。
- ボクシングではセンサク・ムアンスリン（タイ）が世界最短キャリアとなる3戦目で世界王座奪取を果たしている。
- 熟語を作る際に、一つ組の「独」、二つ組の「対」「偶」に続いて、三つ組には「鼎」を充てる。これは、鼎が三本の脚を持つ事に因む。用例として、「鼎談」「鼎立」など。
- 日本では「三つ指をつく」というお辞儀の作法があり、正座して人差し指、中指、薬指の3本の指を地につきながら頭を下げるのが丁寧な挨拶とされる。
- 俳句・川柳は五・七・五の3句から成る。
- アンモニア分子の化学式は{\displaystyle {\ce {NH3}}}である。
- Fizz Buzzというゲームは3と5の倍数が重要な意味を持つ。
  - 世界のナベアツはこのゲームを基にしたネタで知られる。

### 自動車の名称
- BMW・3シリーズ - BMW社製の乗用車。
- マツダ・3（旧日本名：アクセラ） - マツダ製の乗用車。
- マツダ・サバンナ (RX-3) - マツダ製の乗用車。
- ルノーサムスン・SM3 - ルノーサムスン製の乗用車。
- ルノー・3 - フランスの自動車会社ルノーの乗用車。
- テスラ・モデル3 - テスラ製の乗用車。

### 言語・表記
- 和語系数詞の「み」「みい」は、数を数える場合を除いて単独で用いる例はなく、「みっ-つ（3つ）」「みっ-か（3日）」「み-ばん（3晩）」「み-けた（3桁）」「み-たび（3度）」などのように接尾辞（助数詞）を伴った形で用いられる。
- 「三人」は和語系数詞で「みたり」と読む。しかし現代日本語ではほとんど用いられず、漢語系数詞で「さんにん」と読むのが普通である。
- 中国語では、三(sān)は生(shēng)に音が似ているので、幸運の数字だと考えられている。逆に、四(sì)は死(sǐ)に音が似ているので、凶運の数字だと考えられている。
- ベトナムでは、死と発音が同じ4よりも惨に通じる3が嫌われてきた。
- 国際音声記号（IPA 記号 [ɜ]）とほぼ同形であることから、X-SAMPA では非円唇中舌広半母音を表す。
- 花札を用いて行われるゲームの一つおいちょかぶでは、3 を「サンタ」と呼ぶ。
- 3 の接頭辞: tri, tre（羅、希など印欧語）
  - 例：トライアングル (triangle)、トリコロール（仏：tricolore、英：tricolour）
  - 三人組や三重奏をトリオ (trio) という。
  - 3倍や3重をトリプル (triple) という。
  - 他にも、三つ組を意味する語には、トロイカ (troika)、ギリシャ語系のトリアド (triad) という語がある。なお、トリアドの同系語として、モナド（monad, ソロ、単体）、テドラド（tetrad, カルテット、四つ組）、エニアド（ennead, ノネット、九つ組）などがある。
  - 三つのどれも実現困難な様相を、三竦みやトリレンマ（trilemma）という。

### 第3のもの
- 原子番号 3 の元素はリチウム (Li) である。
- 太陽系第3惑星は地球である。
- トランプの大富豪では、3のカードは最も弱い。
- タロットの大アルカナでIIIは女帝。
- 易占の六十四卦で第3番目の卦は、水雷屯。
- 年始から数えて3日目は1月3日。
- 日本の3代目の内閣総理大臣は、山縣有朋。
- 日本の3番目の元号は朱鳥。
- 十二支の第3は寅。
- 干支の第3は丙寅。
- 大相撲の第3代横綱は丸山権太左衛門である。
- 三琵琶、三味線、胡弓では低い方から3番目の弦（糸）、箏では向こうから3番目の弦。
- 国や地方公共団体（第一セクター）と民間企業（第二セクター）が共同で出資して設立された企業・団体が第三セクター（鉄道なら第三セクター鉄道）。
- 第三のビール
- 第三京浜道路
- 第三帝国
- 台風3号
- 第3代殷王は中壬である。
- 第3代周王は康王である。
- 第3代ローマ教皇はアナクレトゥス（在位：78年?〜91年?）である。
- 鉄道では、
  - 集電のために3本のレールを引く方式を第三軌条方式という。
  - 軌間が異なる車両の乗り入れのために3本レールを引くことを三線軌条という。
  - 鉄道施設のみを所有し、自ら営業を行わず他社に施設を貸し出す鉄道事業者を第三種鉄道事業者という。
- クルアーンにおける第3番目のスーラはイムラーン家である。
- 3番目の素数は5。

### 番号
- サッカーにおいて、1人で1試合に3点（以上）取ることを英語でハットトリック、イタリア語ではトリプレッタと言う。
- サッカーにおける背番号3は、主にディフェンダーに割り当てられる。
- 背番号3を永久欠番とするサッカークラブ（括弧内は選手名）
  - インテル（ジャチント・ファッケッティ）
  - ACミラン（パオロ・マルディーニ）
  - 横浜F・マリノス（松田直樹）
- 背番号3を永久欠番とする日本プロ野球球団（括弧内は選手名）
  - 読売ジャイアンツ（長嶋茂雄）
  - 広島東洋カープ（衣笠祥雄）
  - かつては西鉄ライオンズ（現・埼玉西武ライオンズ）でも大下弘の背番号3を永久欠番としたが、1968年に東映フライヤーズ（現・北海道日本ハムファイターズ）の監督に就任したのを機に、自ら永久欠番を返上した。
- 背番号3を永久欠番とするメジャーリーグベースボール球団（括弧内は選手名）
  - ニューヨーク・ヤンキース（ベーブ・ルース）
  - シカゴ・ホワイトソックス（ハロルド・ベインズ）
  - クリーブランド・ガーディアンズ（アール・アベリル）
  - ミネソタ・ツインズ（ハーモン・キルブルー）
- 3ナンバーは、普通乗用車（全長4.7m以上、全高2.0m以上、全幅1.7m以上、排気量2000cc超のいずれかを満たす乗用車）を指す。
- 自動車のナンバープレートの希望番号制度で、自動車登録番号標のみ「…3」は抽選対象番号であったが2001年1月4日に抽選番号から外された。しかし2006年5月18日から品川・横浜・大阪・神戸ナンバーで再び抽選番号になった。
- 同じくナンバープレートの希望番号制度では、希望番号であることを表示するために分類番号に「3」が付けられる。軽自動車が下2桁83、登録車が30以降が付けられる。
- JIS X 0401、ISO 3166-2:JPの都道府県コードの「03」は岩手県。

### テレビのチャンネル
- 地上デジタル放送のリモコンキーID 3 は、NHK総合テレビの北海道・青森県・宮城県・富山県・岐阜県・愛知県・三重県・鳥取県・島根県・徳島県・福岡県・鹿児島県で使用。これらの道県では、他ではNHK総合テレビのIDとして割り当てられている「1」を、アナログ親局が 1ch だった民放が使用しているためであり、更にこれらの道県はNHK総合テレビのアナログ親局も岐阜・三重・島根の各県以外および北海道の札幌地方と網走地方・福岡県西部で 3ch であった（これ以外でも、広島県・長崎県・大分県でもNHK総合テレビのアナログ親局が3chであった）。
- 民放ではJNN系列局の中国放送（広島県）・テレビ山口・長崎放送・熊本放送・大分放送・琉球放送（沖縄県）、FNS系列局のサガテレビ、FNS・NNN・ANNのクロスネット局であるテレビ宮崎、独立局のとちぎテレビ・群馬テレビ・テレビ埼玉・千葉テレビ放送・テレビ神奈川・びわ湖放送（滋賀県）・サンテレビジョン（兵庫県）で使用。
- アナログVHFテレビでは関東地方一円の他に福島県会津盆地、山梨県甲府盆地、福井県福井平野、岡山県岡山平野と香川県中讃地域等でNHK教育テレビに 3ch が割り当てられている。静岡県の伊豆半島東部でもNHK教育テレビは「3チャン」で通じることが多い。
- NHKデジタル衛星ハイビジョン→NHK BSプレミアムのデジタルIDは 3。

### 固有名詞
- 曲名
  - 「三つ恋慕」 - 作曲者不詳の地歌手事もの曲。三弦、箏、胡弓を詠んだ曲
  - 「三津山」 - 光崎検校作曲の地歌手事もの曲。大和三山の伝説に因んだ曲。
  - 「三段の調」 - 久本玄智作曲の箏曲。
  - 「三つの民謡調」 - 宮城道雄作曲の箏合奏曲。
  - 「三弦（三絃）」 - 三味線の別称。特に三曲で用いる。
  - 「3カウント」 - ゆずの楽曲。
- アルバムタイトル
  - 参 - HIGH and MIGHTY COLORの3枚目のアルバム。
  - 3（スリー） - doaの3枚目のアルバム。
  - 3 (drai) - SOFT BALLETの2枚目と3枚目のアルバムの間に発表されたミニアルバム。
  - 3.0(さんてんぜろ) - Chicago Poodleの3枚目のアルバム。
  - 3 (キリンジのアルバム) - キリンジのアルバム。
- 第三銀行は、明治期のナンバー銀行第三国立銀行とは別途に命名された、新ナンバー銀行。
- 三和銀行（現・三菱UFJ銀行）の名は、3行合併により設立されたことに由来する。
- 3（スリー）は、イギリスのロックバンド。
- 三国志
- 3 - 香港最大の通信会社ハチソン・ワンポアが展開している携帯電話サービスブランド。香港のほかヨーロッパやオーストラリアで展開している。名前の由来は第3世代移動通信システムを表す 3G から。
- 3COINS - パルが運営する300円を中心とする雑貨を販売する店舗。

### 3の付く地名
- 三重県
- 北海道三笠市
- 青森県三沢市
- 青森県三戸郡三戸町
- 宮城県本吉郡南三陸町
- 秋田県山本郡三種町
- 山形県東田川郡三川町
- 福島県大沼郡三島町
- 福島県田村郡三春町
- 栃木県河内郡上三川町
- 埼玉県三郷市
- 埼玉県入間郡三芳町
- 東京都三鷹市
- 東京都三宅村
- 神奈川県三浦市
- 新潟県三条市
- 山梨県西八代郡市川三郷町
- 静岡県三島市
- 兵庫県三木市
- 兵庫県三田市
- 奈良県生駒郡三郷町
- 奈良県磯城郡三宅町
- 鳥取県東伯郡三朝町
- 広島県三原市
- 広島県三次市
- 徳島県三好市
- 香川県三豊市
- 香川県木田郡三木町
- 高知県幡多郡三原村
- 宮崎県北諸県郡三股町
- 鹿児島県鹿児島郡三島村

## 三個一組の概念
- 三色
  - 色料の三原色: マゼンタ・シアン・イエロー。
  - 光の三原色: 赤・青・緑。
  - 信号機三色: 緑・黄・赤。
- 物質の三態: 固体・液体・気体。
- 徳川御三家: 尾張・紀州・水戸。
- 御三卿: 一橋・清水・田安
- 三管領: 斯波氏・細川氏・畠山氏。
- 3K
  - 職種: きつい・汚い・危険
  - 群馬県の名物: 空っ風・雷・かかあ天下
- 3R - 環境配慮に関するキーワード。減らす（Reduce）、再使用（Reuse）、再利用（Recycle）。
- 3S - 野球・ソフトボールの盗塁に必要な技術。スタート（Start）、スピード（Speed）、スライディング（Sliding）。
- 三権: 司法・立法・行政。
- 三原則
  - 非核三原則: 核兵器を持たない・作らない・持ち込ませない。
  - ロボット工学三原則:人間への危害禁止・命令服従・自己保存
  - ジャンプ三原則: 友情・努力・勝利
- 三種の神器: 皇室に伝わる三種の神器。
- 三宝: 仏教における三つの宝物。
- 三国協商: イギリス・フランス・ロシア帝国。
- 三国干渉: フランス・ドイツ帝国・ロシア帝国。
- 三国志: 魏・呉・蜀。
- 朝鮮史における三国時代:
  - 三国時代: 高句麗・新羅・百済。
  - 後三国時代: 新羅・後高句麗・後百済。
- 琉球史における三国時代: 三山時代
- 三国同盟:
  - 甲相駿三国同盟: 後北条氏・武田氏・今川氏。
  - 第一次世界大戦前に締結された三国同盟: ドイツ帝国・オーストリア・イタリア。
  - 日独伊三国軍事同盟: 日本、ナチス・ドイツ、イタリア。
- 3B政策: ベルリン・ビザンチウム・バグダード。
- 3C政策: ケープタウン・カイロ・コルカタ。
- 3S政策: スクリーン・スポーツ・セックス。
- 三聖: 釈迦・孔子・キリスト。
- 三蹟: 小野道風・藤原佐理・藤原行成。
- 局所銀河群を構成する3つの主要な銀河：天の川銀河・アンドロメダ銀河・さんかく座銀河。
- ギリシャの三大作図問題: 角の三等分問題・立方体倍積問題・円積問題。
- 三段論法: 大前提・小前提・結論。
- 三ちゃん農業: 爺ちゃん・婆ちゃん・母ちゃん。
- 三頭政治 (triarchy): ポンペイウス・カエサル・クラッスス、オクタウィアヌス・アントニウス・レピドゥス。
- 三筆: 嵯峨天皇・空海・橘逸勢。
- 日本三景: 天橋立・松島・厳島。
- 三大洋: 太平洋・大西洋・インド洋。
- 労働三権: 団結権・団体交渉権・団体行動権。
- 労働三法: 労働組合法・労働基準法・労働関係調整法。
- トリヴァルガ: アルタ（英語版）・カーマ・ダルマ。インド人の人生の三大目的。
- 中国人の三大願望: 福・禄・寿。
- 世界三大珍味: キャビア・トリュフ・フォアグラ。
- 三種の神器: 天叢雲剣 ・八咫鏡・八尺瓊勾玉。皇位継承に必要とされた神器。
- 三種の神器 (電化製品): 白黒テレビ・洗濯機・冷蔵庫
- 3C: カラーテレビ・自動車・クーラー
- 三猿 : 見ざる・言わざる・聞かざる（不見不言不聞の訳語に「猿」をかけたもの）
- 三大栄養素: タンパク質・炭水化物・脂肪。
- 選挙の三バン: 地盤・看板・鞄。
- 三元牌: 麻雀における牌の種類の呼び方。白・発・中の三種類。
- 天地人 - 天・地・人
- 東方の三博士: バルタザール・メルキオール・カスパール。
- 運命の三姉妹: ノルン（ウルズ・ヴェルザンディ・スクルド: 北欧神話）、モイライ（クロト・ラケシス・アトロポス: ギリシア神話）。
- 黒い三連星: ガイア・オルテガ・マッシュ。『機動戦士ガンダム』に登場するエースパイロット三人組。
- 野球の三冠王: 打率・打点・本塁打
- 三部作
- 三すくみ
  - じゃんけん: グー・チョキ・パー。
  - 虫拳: ヘビ・カエル・ナメクジ。
- メダル: 金メダル・銀メダル・銅メダル。
- 北関東の三県: 群馬県・栃木県・茨城県
- 北陸地方の三県: 石川県・富山県・福井県
- 中京圏の三県: 愛知県・岐阜県・三重県
- 財閥御三家: 三井家・岩崎家・住友家のこと。
- 九州の政令市: 福岡市・北九州市・熊本市
- 京阪神: 兵庫県・大阪府・京都府
- 川崎睦会旧構成三社: 川崎重工業・川崎製鉄・川崎汽船
- 三種の神器（ザ・キング・オブ・ファイターズ）: 草薙・八神・神楽。
- 日本サッカー界に於ける御三家（丸の内御三家）: 三菱重工業サッカー部、 古河電気工業サッカー部、 日立製作所本社サッカー部。
- キリスト教の三位一体。
- ヒンドゥー教の三神一体。
- 三管: 篳篥・竜笛・笙。
- 三鼓: 鞨鼓・太鼓・鉦鼓。
- 三曲: 三味線（地歌三味線・三弦）、箏、胡弓の総称（尺八を加える場合もある）。
- 三曲合奏: 地歌三味線、箏、胡弓または尺八による合奏。
- 石川の三つ物: 石川勾当の三大名曲「八重衣」「新青柳」「融（とおる）」。
- 陸上競技のトライアスロン（三種競技）: 水泳・自転車・マラソン。
- 三道楽: 呑む打つ買う、すなわち酒と博打と女。
- 雲太、和二、京三: 平安時代後期に源為憲が著した子供向け学習書『口遊』にある出雲大社、東大寺、大極殿を指した言葉。

### 3の付く言葉
- 複雑な関係を表現する慣用表現には 3 が用いられることがある。例：「三つ巴」「三角関係」。
- 反復や持続の意味では、3 が用いられることが多い。例：「石の上にも三年」「三度目の正直」「仏の顔も三度まで」「三日坊主」「三日天下」「～なしで三日もたない」。
- 3 は「中立」「どれでもない」という意味で使われることも多い。例：「第三者」「三人称」。
- 三味線は、安土桃山時代に現れた三本弦のリュート族撥弦楽器。日本を代表する楽器の一つ。
- 「三ノ鼓（さんのつづみ）」は、高麗（こま）楽用の鼓。
- 3環状9放射
- 酒席では、「駆けつけ3杯」という、遅れてきた人に3杯の酒を飲ます悪習がある。
- 上記のように √3 の覚え方が「ヒトナミニオゴレヤ」であるため、俗にケチな人間のことを「√3」と言うことがある。
- 三色同順、三色同刻、三暗刻及び三槓子は、いずれも麻雀の役の一つ。
- 三把刀: 華僑が多く従事した、仕立屋・料理人・床屋の刃物を使う3つの職業。
- 三せる: 接待の方法の俗諺。「呑ませる」「食わせる」「威張らせる」。これに「抱かせる」「握らせる」が入ると「五せる」[2]。
- 水戸の三ぽい
- ビッグスリー
- 三角関数
  - 三角形
- 三角測量
  - 三角点
- 御三家
- 台風3号
  - 台風第3号
- 三本の矢
- 三国国境
  - 三県境
  - 栃木・群馬・埼玉の三県境
- 日本語での語呂合わせ - 日本語では五七調や七五調にあわせて文節に3種類の事物を入れたり、三行連として語呂合わせしたりすることがある。
  - 「桃栗三年、柿八年」
  - 「目には青葉　山時鳥（やまほととぎす）　初鰹」
  - 「運・根・勘」成功の要件。運と努力と才能。
  - 「いきなふかがわ（深川）、いなせなかんだ（神田)、人の悪いはこうじまち（麹町）」－ 遊舟歌『佃節』の歌詞で、7-7-7-5連の例

## 3に関する考察
このように3つを組み合わせたり3／三が使われたりする表現・言葉や事物は多い。その理由を研究している国田圭作（嘉悦大学教授／博報堂行動デザイン研究所アドバイザー）は、3は、多い／長いと少ない／短いの両面性や曖昧さがあって扱いやすく、理由の説明や選択肢も3つ挙げると4～5以上に比べて人間の情報処理能力で受け止めやすいためと説明している。日本人にとって3は好ましい数字の一つとされ、3で何かをくくることが多い理由としていい加減さの象徴で大小や白黒どちらかと割りきらずに3つめの候補を出すことで懐の深さや柔らかさを好む国民性に合っているとする説、満ちてこれでいっぱいになるめでたい気持ちがある説、2つの候補では心の余裕がない傾向があるためでもある。
和食の世界では切れたり割れたりすることに繋がらないように奇数が好まれ、日本人の名字には三が一番多く使われるのは元々地名として「御」の字が使われていたのが神や天皇を意味する字だったことから憚って「三」に変化したとされる。

## 符号位置
| 記号 | Unicode | JIS X 0213 | 文字参照            | 名称                                            |
| ---- | ------- | ---------- | ------------------- | ----------------------------------------------- |
| 3    | U+0033  | 1-3-18     | &#x33; &#51;        | DIGIT THREE                                     |
| ３   | U+FF13  | 1-3-18     | &#xFF13; &#65299;   | FULLWIDTH DIGIT THREE                           |
| ³    | U+00B3  | 1-9-17     | &#xB3; &#179;       | SUPERSCRIPT THREE                               |
| ₃    | U+2083  | -          | &#x2083; &#8323;    | SUBSCRIPT THREE                                 |
| ৶    | U+09F6  | -          | &#x9F6; &#2550;     | BENGALI CURRENCY NUMERATOR THREE                |
| ༬    | U+0F2C  | -          | &#xF2C; &#3884;     | TIBETAN DIGIT HALF THREE                        |
| ፫    | U+136B  | -          | &#x136B; &#4971;    | ETHIOPIC DIGIT THREE                            |
| Ⅲ    | U+2162  | 1-13-23    | &#x2162; &#8546;    | ROMAN NUMERAL THREE                             |
| ⅲ    | U+2172  | 1-12-23    | &#x2172; &#8562;    | SMALL ROMAN NUMERAL THREE                       |
| ③    | U+2462  | 1-13-3     | &#x2462; &#9314;    | CIRCLED DIGIT THREE                             |
| ⑶    | U+2476  | -          | &#x2476; &#9334;    | PARENTHESIZED DIGIT THREE                       |
| ⒊    | U+248A  | -          | &#x248A; &#9354;    | DIGIT THREE FULL STOP                           |
| ⓷    | U+24F7  | 1-6-59     | &#x24F7; &#9463;    | DOUBLE CIRCLED DIGIT THREE                      |
| ❸    | U+2778  | 1-12-2     | &#x2778; &#10104;   | DINGBAT NEGATIVE CIRCLED DIGIT THREE            |
| ➂    | U+2782  | -          | &#x2782; &#10114;   | DINGBAT CIRCLED SANS-SERIF DIGIT THREE          |
| ➌    | U+278C  | -          | &#x278C; &#10124;   | DINGBAT NEGATIVE CIRCLED SANS-SERIF DIGIT THREE |
| ㆔   | U+3194  | -          | &#x3194; &#12692;   | IDEOGRAPHIC ANNOTATION THREE MARK               |
| ㈢   | U+3222  | -          | &#x3222; &#12834;   | PARENTHESIZED IDEOGRAPH THREE                   |
| ㊂   | U+3282  | -          | &#x3282; &#12930;   | CIRCLED IDEOGRAPH THREE                         |
| 三   | U+4E09  | 1-27-16    | &#x4E09; &#19977;   | CJK Ideograph, number three                     |
| 参   | U+53C2  | 1-27-18    | &#x53C2; &#21442;   | CJK Ideograph, number three                     |
| 參   | U+53C3  | 1-50-52    | &#x53C3; &#21443;   | CJK Ideograph, number three                     |
| 弎   | U+5F0E  | 2-12-14    | &#x5F0E; &#24334;   | CJK Ideograph, number three                     |
| 𐄉    | U+10109 | -          | &#x10109; &#65801;  | AEGEAN NUMBER THREE                             |
| 𐡚    | U+1085A | -          | &#x1085A; &#67674;  | IMPERIAL ARAMAIC NUMBER THREE                   |
| 𐤘    | U+10918 | -          | &#x10918; &#67864;  | PHOENICIAN NUMBER THREE                         |
| 𐩂    | U+10A42 | -          | &#x10A42; &#68162;  | KHAROSHTHI DIGIT THREE                          |
| 𐩿    | U+10A7F | -          | &#x10A7F; &#68223;  | OLD SOUTH ARABIAN NUMBER THREE                  |
| 𐭚    | U+10B5A | -          | &#x10B5A; &#68442;  | INSCRIPTIONAL PARTHIAN NUMBER THREE             |
| 𐹢    | U+10E62 | -          | &#x10E62; &#69218;  | RUMI DIGIT THREE                                |
| 𝍢    | U+1D362 | -          | &#x1D362; &#119650; | COUNTING ROD UNIT DIGIT THREE                   |
| 🄄    | U+1F104 | -          | &#x1F104; &#127236; | DIGIT THREE COMMA                               |
| 𝟛    | U+1D7DB | -          | &#x1D7DB; &#120795; | MATHEMATICAL DOUBLE-STRUCK DIGIT THREE          |
| 𝟹    | U+1D7F9 | -          | &#x1D7F9; &#120825; | MATHEMATICAL MONOSPACE DIGIT THREE              |
| 𝟑    | U+1D7D1 | -          | &#x1D7D1; &#120785; | MATHEMATICAL BOLD DIGIT THREE                   |
| 𝟥    | U+1D7E5 | -          | &#x1D7E5; &#120805; | MATHEMATICAL SANS-SERIF DIGIT THREE             |
| 𝟯    | U+1D7EF | -          | &#x1D7EF; &#120815; | MATHEMATICAL SANS-SERIF BOLD DIGIT THREE        |

## 他の表現法
| モールス符号 |
| ・・・－－   |

|        |          | ⠉    |
| 信号旗 | 手旗信号 | 点字 |